# Engelbertus Lucas
 (février 2025).
Engelbertus Lucas, né le 30 mai 1785 à Schiedam et décédé le 12 mai 1870 à La Haye, est un officier de marine néerlandais ayant servi successivement dans la marine batave, la marine royale du royaume de Hollande, la marine du Premier Empire français et la marine royale néerlandaise. Son parcours exceptionnel le conduit à atteindre le rang le plus élevé au sein de cette dernière institution maritime. Par ailleurs, il accède à la dignité de ministre de la Marine au sein du premier cabinet du Premier ministre néerlandais Johan Rudolf Thorbecke, exerçant cette fonction de 1849 à 1851.

## Biographie
Lucas vit le jour le 30 mai 1785, enfant du futur contre-amiral Engelbertus Lucas de la marine batave et de Catharina Prins, cette dernière devenue par la suite une négociante émérite, spécialisée dans la distillation du genièvre à Schiedam, sa ville natale. Il convola en justes noces avec Louisa Elisabeth Lamaison.

## Carrière
En 1795, Lucas s'intégra au sein du récent corps des cadets de la marine batave, deux années avant le décès de son père. Élevé au rang de cadet de première classe en 1801, il fut promu au grade subalterne de lieutenant de marine en 1802. En 1808, il obtint le titre de lieutenant de marine dans la marine royale du royaume de Hollande, qu'il conserva après l'annexion des Pays-Bas par le Premier Empire français, devenant ainsi membre de la marine française, jusqu'à la restauration de l'indépendance nationale en 1813. En 1814, il accéda à la fonction de commandant de la Marine royale néerlandaise. Sa progression se poursuivit en 1826 avec son ascension au grade de capitaine de vaisseau. En 1837, il fut élevé au rang de contre-amiral et, en 1844, à celui de vice-amiral. Ce grade fut maintenu durant son mandat de ministre de la Marine de 1849 à 1851. Le 21 avril 1851, après sa démission du gouvernement, il renonça à sa commission pour des raisons d'âge, mais le 1er juin 1865, il fut honoré du titre de lieutenant-amiral (à la retraite), le grade le plus éminent de la marine royale néerlandaise.
Ses attributions en tant qu'officier de marine incluaient la charge de commandement du vaisseau de ligne Zr. Mme De Zeeuw en l'an 1827, ainsi que la direction des transports de troupes sur l'Escaut, précisément au sein de l'escadre de Bath, lors des hostilités avec la Belgique en 1833. Il convient de noter qu'il fut également responsable de la perte de la frégate Zr. Mme Sumatra, survenue à la suite d'un incident sur l'Escaut.
Du 1er août 1838 au 1er mars 1842, il exerça les hautes fonctions de commandant de la marine néerlandaise dans les Indes néerlandaises, tout en cumulant simultanément les responsabilités d'inspecteur de la marine coloniale, institution précurseur de la Gouvernementsmarine.
Du 1er octobre 1843 jusqu'au 1er novembre 1849, il occupa le poste de directeur au sein de l'administration maritime à Flessingue. Pendant cette période, il assura la direction des affaires maritimes dans cette localité avec une rigueur méthodique et une compétence affirmée.
À la requête insistante du roi Guillaume III des Pays-Bas, il fut nommé ministre de la Marine dans le premier gouvernement du premier ministre Thorbecke, bien que cet homme d'État eût préféré que son allié politique, Isaäc Theodorus ter Bruggen Hugenholtz, soit choisi. Cette nomination eut lieu le 1er novembre 1849. Dans le budget de 1851, Lucas proposa une réhabilitation de l'écluse de Willemstad. Cette proposition fut acceptée par la Tweede Kamer des États généraux des Pays-Bas, mais seulement avec une majorité réduite de dix voix (32 contre 22). En raison de son tempérament impétueux, Lucas, vexé par cette approbation limitée, décida de démissionner de ses fonctions. Par la suite, la proposition fut rejetée par la Eerste Kamer avec un vote défavorable de 8 contre 25.
Après avoir quitté le service actif, Lucas demeura courtisan à la cour néerlandaise, où il reçut le titre d’aide de camp du roi en service extraordinaire le 24 avril 1850. Par ailleurs, il fut distingué en tant que chancelier des Ordres militaires néerlandais. Il avait précédemment été élevé au rang de chevalier dans l'Ordre militaire de Guillaume en 1842, et fut ultérieurement nommé Commandeur dans l'Ordre du Lion des Pays-Bas en 1846, avant d'être promu au grade de Grand-Croix en 1849.
À la suite de sa nomination au poste de ministre, Lucas et son épouse résidèrent à l'hôtel Groot Keizershof, situé à La Haye. À la suite du décès de son épouse en 1852, Lucas prit résidence au numéro 92 de la rue Lange Voorhout. Il y décéda le 11 mars 1870, à l’âge de presque 85 ans.

### Sources
- (nl) E. Lucas on the website Parlement en Politiek
- (nl) Royen, R. van, Eene briefwisseling tusschen Mr C.L. Luzac en E. Lucas 1838-1842, in: Bijdragen en Mededelingen van het Historisch Genootschap. Deel 65 (1947), pp. 238ff.